# Andreas Lund
 Ikke at forveksle med Andreas Molbech Lund.
Andreas Lund (født 14. juni 1772 i København, død 15. februar 1832) var en dansk læge. Hans søn var Johan Jacob Georg Lund, som havde en tilsvarende karriere.
Han var en søn af passagebetjent Peder Jensen Lund. Dimitteret til Københavns Universitet privat i 1789 tog han i 1796 den medicinske eksamen og disputerede det følgende år for doktorgraden. I 1802 blev han hospitalslæge i Slagelse, hvor han erhvervede sig nogen formue, navnlig ved køb og påfølgende heldigt salg af en landejendom, og hvorfra han, efter at være entlediget fra sit embede, i 1809 flyttede til København. Her praktiserede han og udnævntes i 1811 til 2. hofmedikus og til stadsfysikus. I 1812 fik han titel af professor, og i 1813 blev han medlem af Sundhedskollegiet. I 1832 blev han 1. hofmedikus, men døde 15. februar samme år.
I sin vigtige fysikatsstilling i hovedstaden formåede han næppe at gøre egentlig fyldest, i ethvert tilfælde høstede han ikke synderlig anerkendelse for sin embedsvirksomhed. I sine sidste år var han noget svagelig, og B.A. Hoppe bistod ham da som adjunkt ved fysikatet. I de lægevidenskabelige tidsskrifter har han offentliggjort mindre bidrag. Under mærket *lambda* har han i Høsts Nordiske Tilskuer givet nogle små hygiejnisk-medicinske råd og anvisninger.
I 1799 havde han ægtet Maja (Maria) Elisabeth Schartau (født 1764, død 1856), datter af stadsnotarius Andreas Schartau i Malmø.